# بخش سواسون
بخش سواسون (به فرانسوی: Arrondissement de Soissons) یک بخش در فرانسه است که در ان واقع شده‌است.